# Per Euxenippo
Per Euxenippo, conosciuta anche come Per Eussenippo, Euxenippea o, nella forma completa, Per Eussenippo: difesa contro un'eisangelia promossa da Polieucto, è un'orazione di Iperide pronunciata ad Atene davanti all'eliea presieduta dai tesmoteti in un anno imprecisato tra il 330 ed il 324 a.C..
Per Euxenippo rappresenta un caso unico nella storia della retorica greca, dato che l'argomento del processo per la quale fu composta era un sogno. Questa orazione è una delle principali fonti antiche riguardanti la legge eisangeltica.

## Antefatto
Euxenippo, identificabile coll'Euxenippo figlio di Etelocrate del demo di Lamptra menzionato in un'iscrizione, era stato incaricato dagli Ateniesi di dormire una notte nel santuario di Anfiarao per ricevere in sogno il parere del dio sul fatto che una determinata collina appartenesse o meno al suo tempio; dopo che Eussenippo ebbe riferito il sogno, il cui contenuto non è chiaramente specificato da Iperide, Polieucto del demo di Cidantide prima aveva proposto un decreto che ridava la collina al dio e rimborsava le due tribù, poi, quando questo era stato bocciato per illegalità, aveva intentato un'eisangelia ad Euxenippo accusandolo di aver falsificato il sogno del dio.

## Scoperta del papiro

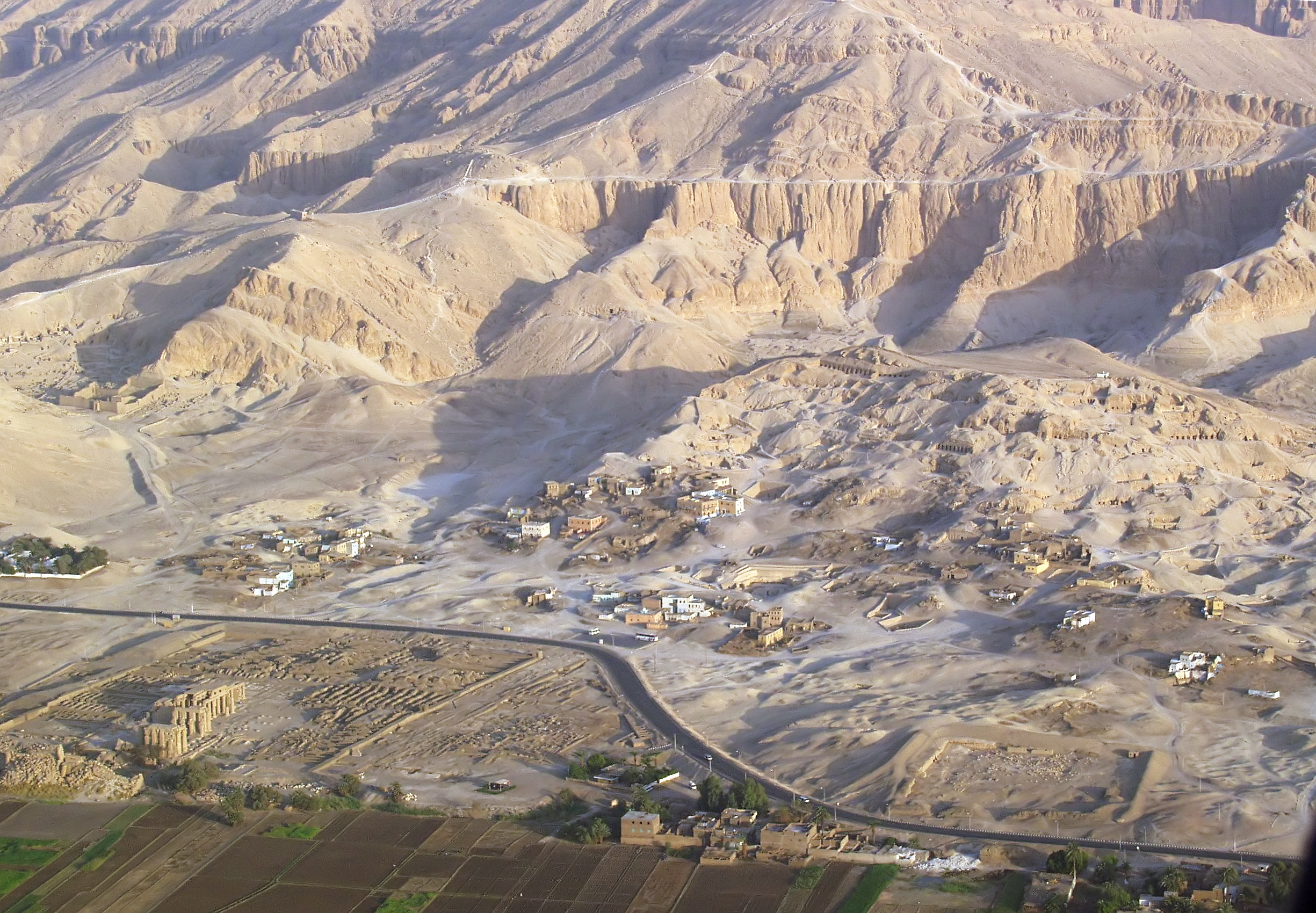
La necropoli tebana di Sheikh Abd el-Qurna dove fu ritrovata l'orazione

L'orazione per Euxenippo fu scoperta in un papiro ritrovato dagli Arabi in un sarcofago di legno a Sheikh Abd el-Qurna, in Egitto; questo papiro fu da loro venduto all'inglese Joseph Arden nel 1853. Questo rotolo, che probabilmente risale alla seconda metà del I secolo d.C. ed è attualmente conservato al British Museum col numero 115, è il papiro greco più lungo mai ritrovato (circa 3,5 m), contiene pochi errori ed è vergato con una scrittura elegante e chiara.
Il contenuto del papiro fu pubblicato per la prima volta nello stesso anno da Churchill Babington; questa edizione fu seguita da quelle di Friedrich Wilhelm Schneidewin in Germania (1853), Carl Wilhelm Linder in Svezia (1856) e Domenico Comparetti in Italia (1861).
È l'unica orazione iperidea pervenutaci integra, pur con alcune interpolazioni.

## Datazione
Questa orazione si colloca tra il 330 a.C., anno in cui Olimpiade divenne regina di Molossia a causa della morte del fratello Alessandro il Molosso, e il 324 a.C., anno della morte di Licurgo, che partecipò al processo.

## Il processo
Al processo contro Euxenippo parlò per primo Licurgo, a favore dell'accusa, seguito da un ignoto difensore di Euxenippo, da Polieucto e infine da Iperide. Delle quattro orazioni pronunciate solo quella di Iperide è pervenuta fino a noi, mentre delle altre non è rimasto nulla.
Dato che nessuno scrittore antico menziona il processo, il suo esito è ignoto.

## Contenuto dell'orazione
L'esordio dell'orazione sottolinea l'abuso che negli ultimi tempi veniva fatto delle eisangelie: una volta venivano usate per i traditori e per gli oratori che non facevano le proposte più conformi agli interessi del popolo e gran parte degli accusati decideva spontaneamente di andare subito in esilio; adesso invece erano usate per crimini molto meno gravi, come quello di cui è accusato Euxenippo, vittima di un'eisangelia per ciò che dice di aver visto in sogno.
La prima parte dell'orazione insiste ancora sull'illegalità della procedura: Iperide cita dei brani della legge eisangeltica e ricorda come solo gli oratori accusati di non aver presentato le proposte più conformi agli interessi del popolo possono essere processati tramite un'eisangelia; visto che questo articolo, giustamente secondo Iperide, si riferisce solo agli oratori, non è applicabile per Euxenippo. 
Iperide fa anche notare varie incongruenze nel comportamento dell'accusatore: tra le altre cose Polieucto, che adesso voleva impedire ad Euxenippo di farsi aiutare nella sua difesa, in occasione del processo intentatogli da Alessandro di Eo aveva chiamato dieci sinegori della sua tribù e vari altri ateniesi, e in questo stesso processo contro Euxenippo s'era servito dell'aiuto di Licurgo, che secondo Iperide era un grande oratore e un modello di virtù ad Atene.

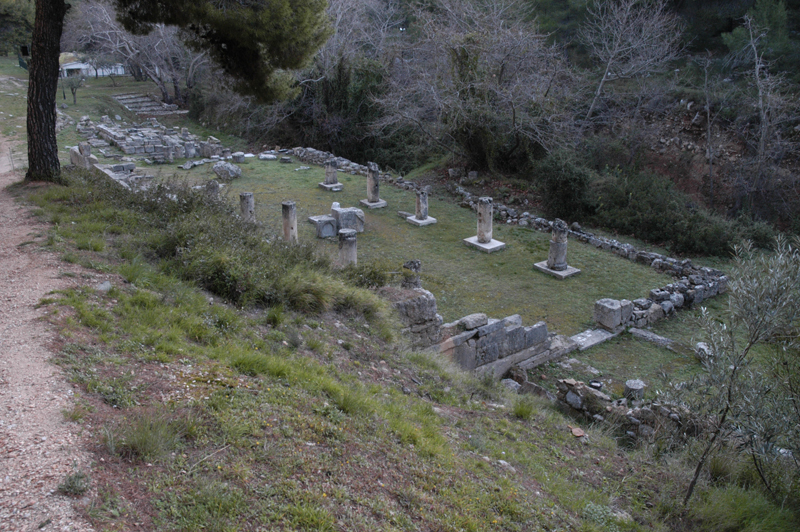
Resti archeologici del tempio dell'oracolo di Anfiarao ad Oropo

La seconda parte è costituita dall'esposizione dei fatti: Euxenippo era stato mandato con altri due a coricarsi nel tempio di Anfiarao ad Oropo (questa zona, assegnata agli Ateniesi da Filippo II di Macedonia dopo la battaglia di Cheronea, era stata spartita tra le dieci tribù, ma dopo qualche tempo era sorto il dubbio che una certa collina, assegnata alle tribù Acamantide e Ippotontide, in precedenza fosse stata inclusa da 50 oristi nel suolo sacro del santuario di Anfiarao, quindi gli Ateniesi speravano che Euxenippo e gli altri due ricevessero dal dio tramite un sogno la soluzione del problema) e, al suo ritorno, riferì al popolo il sogno che aveva fatto. Iperide afferma che se Euxenippo aveva detto il vero, l'azione di Polieucto era infondata; se invece aveva mentito per favorire qualcuno, Polieucto avrebbe dovuto mandare qualcuno all'oracolo di Delfi per interrogare Apollo. Polieucto invece aveva proposto un decreto ingiusto, contraddittorio e dannoso per le due tribù, ma era stato bocciato per illegalità. Il decreto proponeva che le due tribù rendessero ad Anfiarao la collina e i ricavati dei prodotti che avevano venduto perché sosteneva che i cinquanta delimitatori l'avevano inclusa nel territorio riservato al dio; inoltre le altre otto tribù avrebbero dovuto rimborsare all'Acamantide e all'Ippotontide la differenza.
La terza parte è volta a confutare un'altra accusa mossa da Polieucto ad Euxenippo, tacciato di adulazione nei confronti della regina madre di Macedonia Olimpiade. L'accusa non ha prove del fatto che Euxenippo si sia macchiato pubblicamente o privatamente di filomacedonismo, dato che tutti in città sanno chi è favorevole ai Macedoni. Dopodiché Iperide espone i fatti: Olimpiade ha reclamato perché gli Ateniesi, richiesti da Zeus Dodoneo di ripristinare nel santuario la statua di Dione, avevano provveduto a sistemarla degnamente; secondo la lettera di Olimpiade, gli Ateniesi non avrebbero avuto modo di toccare niente nel santuario perché si trovava in Molossia, paese di cui lei era regina. Dato che l'ecclesia aveva per due volte giudicato infondati questi reclami, era anche infondata l'accusa mossa da Polieucto ad Euxenippo, la cui colpa sarebbe stata quella di aver permesso ad Olimpiade di offrire una nuova coppa alla statua di Igea presente sull'acropoli.
La quarta parte ritorna sull'illegalità dell'eisangelia: Polieucto avrebbe dovuto usarla per denunciare gli strateghi che non avessero adempiuto ai loro doveri, non i privati come Euxenippo o i giudici del tribunale, dato che questi ultimi non avevano arrecato alcun danno allo stato. Iperide, che si era occupato di questa attività, ricorda come in occasione dell'eisangelia che aveva intentato a Filocrate s'era preoccupato di argomentare l'accusa per assicurarne la legalità; Polieucto invece non aveva indicato con precisione le parole che Euxenippo avrebbe detto contro gli interessi del popolo e, per di più, Euxenippo non era un oratore ma un privato.
Dopo ciò, Iperide ricorda che Polieucto, soffermatosi solo per poco sull'accusa principale che rivolgeva ad Euxenippo, s'era diffuso nell'esposizione di varie altre accuse e calunnie estranee alla causa, probabilmente sperando che, se i difensori avessero tentato di controbattere, sarebbero stati fermati dai giudici, e, se invece non avessero fatto cenno a queste accuse, le avrebbero lasciate valide non confutate agli occhi dei giudici; in particolare Iperide sottolinea l'accusa che Euxenippo si sia arricchito illegittimamente. Seguono due esempi del fatto che la democrazia ateniese non abbandonava i cittadini attaccati dai sicofanti, bensì li soccorreva.
L'epilogo fa appello ai giudici, chiedendo loro di aiutare Euxenippo in questa eisangelia illegale; inoltre Polieucto accusa Euxenippo di essere stato corrotto da Ateniesi nemici del popolo, ma non si capisce perché allora non cerchi di punire loro invece di Euxenippo. Iperide infine invita i giudici a farsi rileggere dal cancelliere l'eisangelia intentata da Polieucto e il giuramento eliastico, per poi votare in conformità a questo e alle leggi.

## Stile
Secondo Mario Marzi, curatore della prima edizione integrale italiana delle orazioni di Iperide, l'orazione, scritta da Iperide all'età di circa sessant'anni, ha uno stile "serrato, fluido, senza pause di stanchezza"; il tono è "semplice e piano, privo di pathos, ma variato da battute ironiche, immagini nuove ed efficaci, antitesi energiche". Il tratto generale dell'orazione è costituito dalla "scarna ed elegantissima χάρις [grazia] iperidea", qualità evidenziata anche dal Trattato del Sublime.
Il linguaggio usato da Iperide tendeva ad avvicinarsi a quello parlato, molto parco di figure retoriche (tra queste, si può segnalare un epicherema al paragrafo 39) e abbastanza semplice nella costruzione dei periodi, un'abilità che secondo il Trattato del Sublime era più sviluppata nelle orazioni di Demostene.

## Edizioni italiane
- Il discorso in favore d'Euxenippo, scoperto in Egitto e pubblicato in Inghilterra nel 1853, ora per la prima volta riprodotto in Italia con un discorso critico e schiarimenti da Domenico Comparetti, Pisa, Fratelli Nistri, 1861.
- L'Euxenippea, con introduzione e note di Lionello Levi, Pisa, T. Nistri, 1889.
- Le orazioni in difesa di Eussenippo e contro Antenogene, Introduzione, testo critico, commento e appendice di Vittorio De Falco, Napoli, Libreria Scientifica Editrice, 1947.
- Oratori attici minori, I:  Iperide, Eschine, Licurgo, a cura di Mario Marzi, Pietro Leone, Enrica Malcovati, Torino, UTET, 1977.